# Acalolepta griseomicans
Acalolepta griseomicans är en skalbaggsart som först beskrevs av Stefan von Breuning 1942.  Acalolepta griseomicans ingår i släktet Acalolepta och familjen långhorningar. Inga underarter finns listade i Catalogue of Life.